# Ортелле
Ортелле (італ. Ortelle, сиц. Ortelle) — муніципалітет в Італії, у регіоні Апулія,  провінція Лечче.
Ортелле розташоване на відстані близько 540 км на південний схід від Рима, 180 км на південний схід від Барі, 45 км на південний схід від Лечче.
Населення — 2328 осіб (2014).

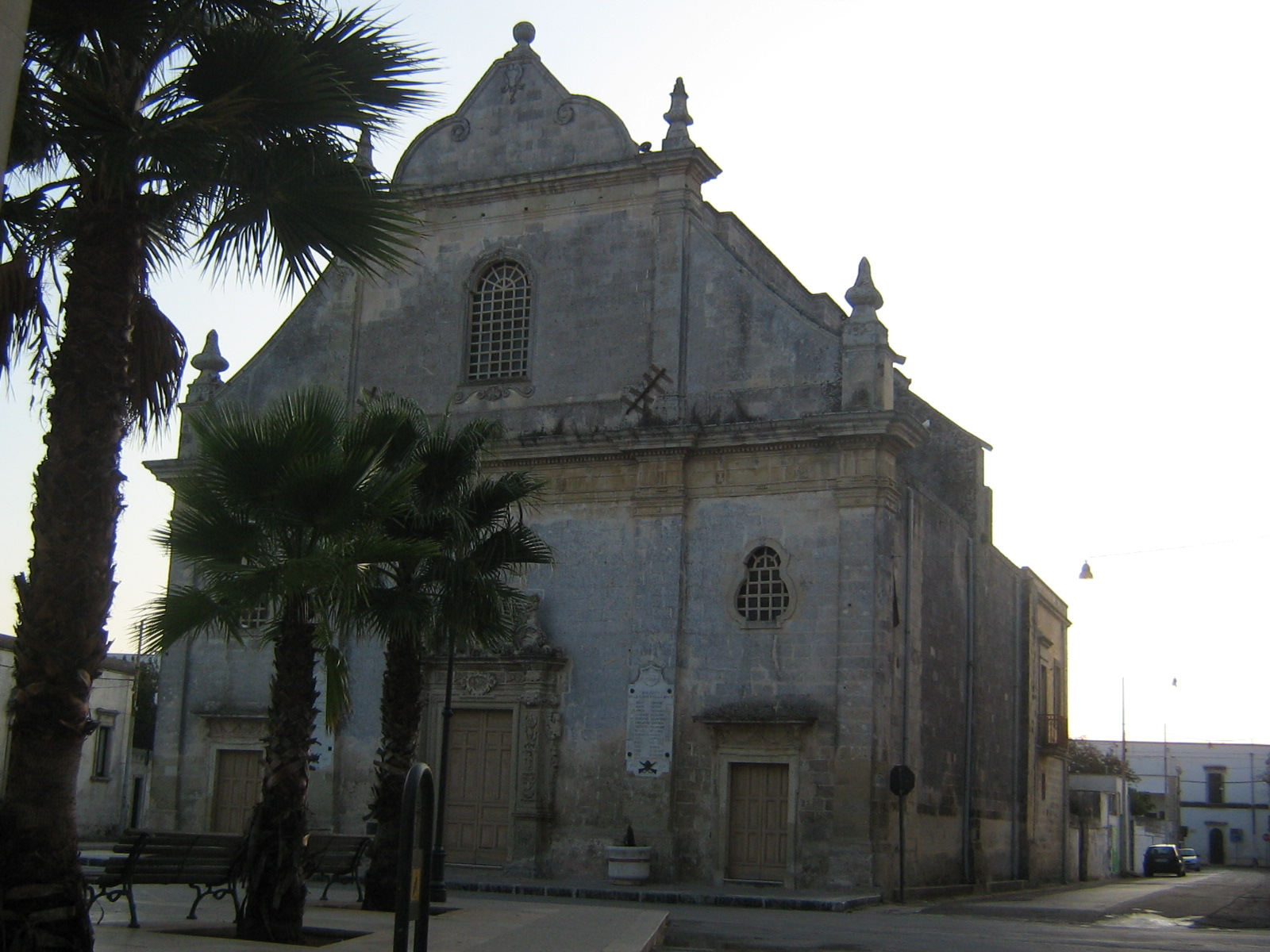

Щорічний фестиваль відбувається 23 квітня. Покровитель — святий Юрій.

## Демографія
Населення за роками:

Станом на 1 січня 2023 року в муніципалітеті офіційно проживали 53 іноземці з 12 країн, серед них 16 громадян країн Євросоюзу.

## Сусідні муніципалітети
- Кастро
- Дізо
- Поджардо
- Санта-Чезареа-Терме
- Спонгано